# Llista de governadors pre-estatals de Califòrnia
Aquesta és la llista de governadors de Califòrnia abans de la seva admissió com a estat dels Estats Units en 1850. Des de 1769 a 1822, la zona fou una província espanyola del virregnat de Nova Espanya. Després de la independència de Mèxic en 1822 fins a l'annexió als Estats Units en 1848, fou un territori federal de Mèxic. Després fou durant un temps breu un territori no organitzat dels Estats Units fins que la seva entrada a la Unió com Estat fou aprovada pel Congrés el 9 de setembre de 1850. Per als governadors de l'estat, vegeu llista de governadors de Califòrnia.

## Tinents governadors de "California Nueva", 1769-1777
| Espanya | - 1769-1770: Gaspar de Portolà - 1770-1774: Pere Fages Beleta - 1774-1777: Fernando Rivera y Moncada |

## Governadors espanyols deLas Californias, 1777-1804
| Espanya | - 1777-1782: Felipe de Neve - 1782-1791: Pere Fages Beleta - 1791-1792: José Antonio Roméu - 1792-1794: José Joaquín de Arrillaga (interí) - 1794-1800: Diego de Borica - 1800: Pere d'Alberní i Teixidor (interí) - 1800-1804: José Joaquín de Arrillaga |

## Governadors espanyols d'Alta Califòrnia, 1804-1822
| Espanya | - 1804-1814: José Joaquín de Arrillaga - 1814-1815: José Darío Argüello (acting) - 1815-1822: Pablo Vicente de Solá |

## Governadors mexicans d'Alta Califòrnia, 1822-1847
| Mèxic | - 1822-1825: Luis Antonio Argüello (nascut a San Francisco, primer californià nadiu en governar l'Alta Califòrnia) - 1825-1831: José María de Echeandía - 1831-1832: Manuel Victoria - 1832: Pío Pico - 1832-1833: Agustín V. Zamorano (nord) i José María de Echeandía (sud) - 1833-1835: José Figueroa - 1835: José Castro (provisional) - 1836: Nicolás Gutiérrez (provisional) - 1836: Mariano Chico - 1836: Nicolás Gutiérrez (provisional) - 1836-1837: Juan Bautista Alvarado - 1837-1838: Carlos Antonio Carrillo - 1838-1842: Juan Bautista Alvarado - 1842-1845: Manuel Micheltorena - 1845-1846: Pío Pico - 1846-1847: José María Flores (en oposició als EUA a Los Angeles) - 1847: Andrés Pico (en oposició als EUA a Los Angeles) - 1848: Pío Pico |

(Vegeu també Governador de Baixa Califòrnia i governador de Baixa Califòrnia Sud per als Estat de Mèxic de Baixa Califòrnia i Baixa Califòrnia Sud)

## President de laRepública de Califòrnia, juny–juliol 1846
| República de Califòrnia | - 1846: William B. Ide (a Sonoma) |

## Governadors militars estatunidencs de Califòrnia, 1846-1849
| Estats Units d'Amèrica | - 1846: John Drake Sloat - 1846-1847: Robert Field Stockton - 1847: John C. Frémont - 1847: Stephen W. Kearny - 1847-1849: Richard Barnes Mason (provisional) - 1849: Persifor Frazer Smith - 1849: Bennett C. Riley |